# Лудвиг Андреас фон Кевенхюлер
Лудвиг Андреас фон Кевенхюлер (на немски: Ludwig Andreas Graf von Khevenhüller; * 30 ноември 1683, Линц; † 26 януари 1744, Виена) е граф на Кевенхюлер-Франкенбург от Каринтия, австрийски императорски фелдмаршал и главен военачалник.

## Живот
Той е вторият син на имперския камер-хер граф Франц Кристоф Млади фон Кевенхюлер-Франкенбург (1634 – 1684) и съпругата му графиня Ернестина Фаустина Барбара Монтекуколи от Модена (1663 – 1701), вдовица на граф Михаел Венцел Унгнад фон Вайсенволф (1658 – 1679), дъщеря на принц Раймондо де Монтекуколи, херцог ди Мелфи (1609 – 1680) и графиня Мария Маргарета Йозефа фон Дитрихщайн-Николсбург (1637 – 1676). Внук е на граф Франц Кристоф фон Кевенхюлер (1588 – 1650) и фрайин Барбара Тойфелин фон Гундерсдорф († 1634). Майка му Ернестина се омъжва трети път на 15 януари 1688 г. за граф Волфганг Андреас фон Орсини-Розенберг (1626 – 1695). По-големият му брат е граф Франц Фердинанд Антон фон Кевенхюлер-Франкенбург (1682 – 1746). По-малкият му полубрат е граф Филип Йозеф фон Орсини-Розенберг (1691 – 1765).
Лудвиг Андреас се бие при принц Евгений Савойски във Войната за испанското наследство и се отличава в битките при Петроварадин (1716) и Белград (1717), през 1723 г. се издига на генерал-вахтмайстер на кавалерията и 1733 г. на фелдмаршал-лейтенант.
През 1734 г. участва във Войната за полското наследство. Той се бие в битката при Парма (29 юни 1734), става главен военачалник до пристигането на фелдмаршал Кьонигсег. До края на войната той е в Италия и става генерал на кавалерията и има дипломатически задачи. През 1737 г. Лудвиг Андреас става фелдмаршал. Той има голям успех през турската война през септември 1737 г.
През 1741 г. той подготвя защитата на Виена за Австрийската наследствена война. Лудвиг Андреас фон Кевенхюлер получава 1744 г. от Мария Терезия австрийския Орден на Златното руно. Той умира внезапно на 60 години на 26 януари 1744 г. във Виена. Гробът му се намира в църквата „Шотенкирхе“ във Виена.
Лудвиг Андреас фон Кевенхюлер е отличен военен теоретик и автор на учебници за офицери и войници.

## Фамилия
Лудвиг Андреас фон Кевенхюлер се жени на 28 септември 1718 г. за графиня Филипина Мария Анна Йозефа фон Ламберг (* 17 март 1695; † 28 ноември 1762, Виена), дъщеря на 1. княз (1707 г.) Леополд Матиас Сигизмунд фон Ламберг (1667 – 1711), ландграф на Лойхтенберг и графиня Мария Клаудия фон Кюнигл (1670 – 1710). Те имат две дъщери:
- Мария Антония Йозефа фон Кевенхюлер (* 29 март 1726, Виена; † 17 януари 1746, Виена), омъжена на 17 февруари 1743 г. във Виена за граф Леополд Карл фон Виндиш-Грец (* кръстен в „Св. Михаел“, Виена на 15 ноември 1718; † 13 февруари 1746, Виена, погребан там), син на политика граф Леополд Викторин фон Виндиш-Грец (1686 – 1746) и графиня Мария Ернестина фон Щрасолдо (1695 – 1766).
- Мария Терезия Франциска фон Кевенхюлер (* 15 октомври 1728; † 14 януари 1815), омъжена на 9 февруари 1747 г. за граф Готлиб фон Виндиш-Грец (* 28 юли 1715; † 20 юни 1784), син на фрайхер Кристоф Еренрайх фон Виндиш-Грец († 1732) и графиня Анна Кристина фон Ауершперг (1682 – 1735)

## Произведения
- Des G. F. M. Grafen von Khevenhüller Observationspunkte für sein Dragoner-Regiment (1734 und 1748)
- Kurzer Begriff aller militärischen Operationen (Wien 1756; Französisch als Maximes de guerre, Paris 1771).